# Eupelmus synophri
Eupelmus synophri är en stekelart som beskrevs av De Stefani 1898. Eupelmus synophri ingår i släktet Eupelmus och familjen hoppglanssteklar. Inga underarter finns listade i Catalogue of Life.